# New City International
Le New City International est un gratte-ciel de 210 mètres construit en 2016 à Hefei en Chine. 